# Регіоселективність
Ре́гіоселекти́вність (рос. региоселективность, англ. regioselectivity) — переважне (або вибіркове) утворення одного з кількох можливих продуктів у випадку, коли в реакції бере участь субстрат з кількома альтернативними реактивними центрами, та один напрямок утворення та розриву зв'язків переважає над іншими можливими напрямками.
Реакція є регіоселективною (100 %), якщо вона протікає вибірково тільки по одному положенню, і частково регіоселективною, якщо продукт реакції по одному положенню переважає над аналогом по іншому (мірою регіоселективності в цьому випадкові може бути співвідношення констант швидкостей обох хімічних потоків), наприклад
Регіоселективна реакція веде до утворення переважно одного з можливих ізомерів поряд з меншими кількостями інших, наприклад, регіоселективне відщеплення за правилом Гофмана, переважне утворення одного з орто-, пара- чи мета-ізомерів у реакціях ароматичного заміщення (електрофільних, нуклеофільних, радикальних).